# Ulrich Pöschl

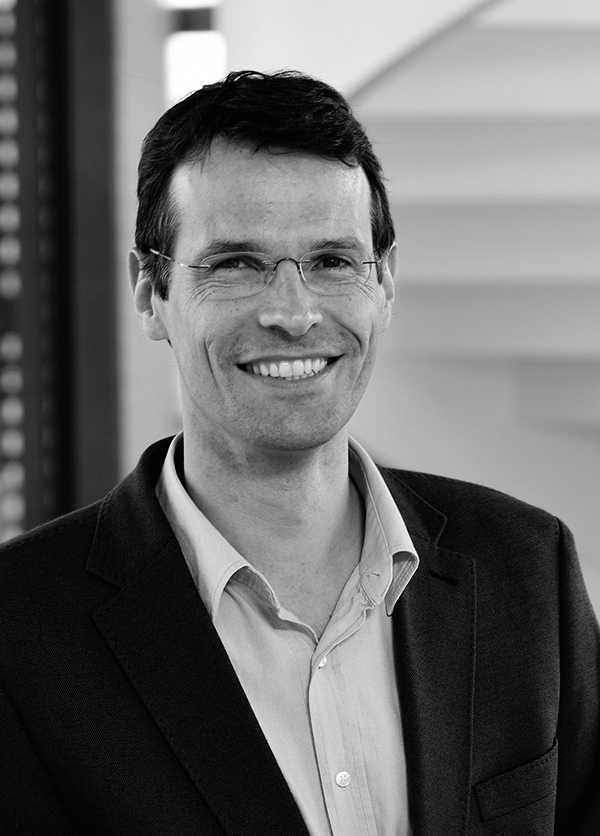
Ulrich Pöschl

Ulrich „Uli“ Pöschl (* 9. Oktober 1969 in Klagenfurt) ist ein österreichischer Chemiker und Geochemiker. Seit dem 1. Oktober 2012 ist er Direktor der neu gegründeten Abteilung Multiphasenchemie am Max-Planck-Institut für Chemie in Mainz.

## Biographie
Ulrich Pöschl studierte Chemie an der Technischen Universität Graz in Österreich und promovierte 1995 bei Karl Hassler am Institut für anorganische Chemie über das Thema "Synthese, Spektroskopie und Struktur selektiv funktionalisierter Cyclosilane". Von 1996 bis 1997 arbeitete er als Postdoctoral Fellow am Massachusetts Institute of Technology, Cambridge, USA in der Gruppe von Mario J. Molina im Bereich der atmosphärenchemischen Reaktionskinetik und Massenspektrometrie von Schwefelsäure. 1997 trat Pöschl als wissenschaftlicher Mitarbeiter am Max-Planck-Institut für Chemie in die Abteilung Atmosphärenchemie ein und forschte in der Gruppe von Paul Crutzen über die Photochemie von Ozon, organischen Spurengasen und stratosphärischen Wolken. Von 1999 bis 2005 arbeitete er am Institut für Wasserchemie der Technischen Universität München, leitete eine unabhängige Nachwuchsforschergruppe und habilitierte sich in Chemie zum Thema "Carbonaceous Aerosol Composition, Reactivity and Water Interactions". 2005 kehrte er an das MPI für Chemie nach Mainz zurück und leitete bis 2012 eine Forschungsgruppe in der Abteilung Biogeochemie. Seit 2007 lehrt Pöschl auch im Fachbereich für Chemie, Pharmazie und Geowissenschaften der Johannes Gutenberg-Universität Mainz und habilitierte sich 2007 in Geochemie. Pöschl ist verheiratet und hat ein Kind.

## Forschung
In der Erdsystem- und Klimaforschung liegen die Schwerpunkte der Abteilung in der Untersuchung von biologischen und organischen Aerosolen, Aerosol-Wolkenwechselwirkungen und Atmosphären-Oberflächen-Austauschprozessen. Im Bereich der Lebens- und Gesundheitswissenschaften wird untersucht, wie sich Protein-Makromoleküle durch Luftschadstoffe verändern und wie sich das auf allergische Reaktionen und Erkrankungen auswirkt. Der Ablauf von Multiphasenprozessen auf molekularer Ebene und seine Auswirkungen auf der makroskopischen und globalen Skala wird untersucht. Die Herausforderung liegt dabei in der Überbrückung verschiedener räumlicher und zeitlicher Größenordnungen: von Zehntel Nanometern bis zu Tausenden Kilometern und von Nanosekunden bis zu Jahren.
Pöschl ist Initiator und Chefeditor der interaktiven Open-Access-Fachzeitschrift Atmospheric Chemistry and Physics (ACP), die im Jahr 2001 als weltweit erste naturwissenschaftliche Zeitschrift mit öffentlicher Fachbegutachtung und Diskussion gegründet wurde und sich zu einer der größten Zeitschriften in den Umwelt- und Geowissenschaften entwickelt hat. Zudem war er als Vorsitzender des Publikationskomitees (2009–2014) und Divisionspräsident der Atmosphärenwissenschaften (2003–2007) Ratsmitglied der European Geosciences Union (EGU). Er ist ein Initiator und Co-Vorsitzender der internationalen Open-Access-Initiative OA2020.

## Auszeichnungen
- 1991–1994: Student and research scholarships of the Technical University of Graz, the Pro Scientia Foundation, and the Austrian Science Foundation
- 1996: Graduation “Sub Auspiciis Praesidentis” by the Austrian Federal President (highest award in the Austrian educational system)
- 1996: Research Awards of the Austrian Federal Minister of Arts and Science, the Industrial Union of Carinthia and the Josef Krainer Foundation
- 1996: Schrödinger Scholarship of the Austrian Science Foundation
- 2000: Young Scientist Award of the German Federal Ministry of Education and Research
- 2005: Union Service Award der EGU[3]
- 2012: Pius XI Goldmedaille[4] der Päpstlichen Akademie der Wissenschaften für seine Beiträge zur Rolle der Chemie in der Atmosphären-, Klima- und Gesundheitsforschung.[5]
- 2015: Copernicus-Medaille der Copernicus-Gesellschaft[6]